# Konrad Theodor Preuss
Pour les articles homonymes, voir Preuss.
Konrad Theodor Preuss, né le 2 juin 1869 à Preußisch Eylau (aujourd'hui Bagrationovsk) et mort le 8 juin 1938 à Berlin, est un ethnologue allemand.

## Œuvres
- Die Begräbnisarten der Amerikaner und Nordostasiaten. Dissertation, Königsberg 1894
- « Die Hieroglyphe des Krieges in den mexikanischen Bilderhandschriften ». In: Zeitschrift für Ethnologie Jg., 1900, S. 109–145
- Der Ursprung von Religion und Kunst. Globus; Bd. 86/87, 1904/1905
- Die Nayarit-Expedition. Textaufnahmen u. Beobachtungen unter mexikanischen Indianern. Unternommen u. hrsg. im Auftrage u. mit Mitteln d. Königl. Preuss. Kultusministeriums aus der Herzog von Loubat-Professur-Stiftung. Bd. 1: Die Religion der Cora-Indianer in Texten nebst Wörterbuch. Leipzig Teubner, 1912 Digitalisat
- Unveröffentlichtes Tagebuch mit Feldnotizen. Columbien I Handgeschrieben, IAI Berlin, ca. 1913
- « Reisebrief aus Kolumbien ». In: Zeitschrift für Ethnologie, Heft 11, 1914, S. 106–113
- Die geistige Kultur der Naturvölker. Leipzig und Berlin 1914. Aus Natur und Geisteswelt 452 (Digitalisat), 2. Auflage 1923, S. 161–208.
- Religion und Mythologie der Uitoto. (Quellen der Religionsgeschichte, Bd. 10 u. 11). Vandenhoeck und Ruprecht, Göttingen, 1921 u. 1923 (2 Bände)
- Die höchste Gottheit bei den kulturarmen Völkern. Zeitschrift für Psychologie und ihre Grenzwissenschaften. Sonderabdruck aus Band II, Heft 3/4, 1922
- Forschungsreise zu den Kágaba. Beobachtungen, Textaufnahmen und sprachliche Studien bei einem Indianerstamme in Kolumbien, Südamerika. 2 Bände, St-Gabriel-Mödling, Anthropos, 1926–1927
- Tod und Unsterblichkeit im Glauben der Naturvölker. (Sammlung gemeinverständlicher Vorträge und Schriften aus dem Gebiet der Theologie und Religionsgeschichte, 146) Tübingen, 1930
- Grammatik der Cora-Sprache, Columbia, New York 1932
- Der religiöse Gehalt der Mythen. Mohr Siebeck/Tübingen 1933 (Sammlung gemeinverständlicher Vorträge und Schriften aus dem Gebiet der Theologie und Religionsgeschichte, Heft 162)
- (Hrsg.): Lehrbuch der Völkerkunde. Enke, Stuttgart 1937